# زالم (شلسویگ-هولشتاین)
زالم (به آلمانی: Salem) یک شهر در آلمان است که در هرتسوگتوم لاونبورگ واقع شده‌است. زالم ۵۶۱ نفر جمعیت دارد.